# Allan Olsens diskografi
Den danske sanger og sangskriver Allan Olsens diskografi består af ni studiealbum, ni livealbum, og fire opsamlingsalbum.

## Album

### Studiealbum
| Titel                                              | Album detaljer                                                           | Højeste placering | Certificering |
| Titel                                              | Album detaljer                                                           | Danmark           | Certificering |
| -------------------------------------------------- | ------------------------------------------------------------------------ | ----------------- | ------------- |
| Norlan                                             | - Udgivet: 1989 - Selskab: Mercury - Format: LP, CD                      | *                 |               |
| Gajo                                               | - Udgivet: 1990 - Selskab: Mercury - Format: LP, CD                      | *                 |               |
| Pindsvin i pigsko                                  | - Udgivet: 1992 - Selskab: Mercury - Format: LP, CD                      | 10                |               |
| Jern                                               | - Udgivet: 1996 - Selskab: CMC - Format: CD                              | 7                 | - Guld        |
| Sange for rygere                                   | - Udgivet: 1998 - Selskab: CMC - Format: CD                              | 13                |               |
| Onomatopoietikon                                   | - Udgivet: 3. oktober 2000 - Selskab: RecArt - Format: CD                | 7                 |               |
| Gæst                                               | - Udgivet: 20. september 2004 - Selskab: Columbia - Format: CD           | 1                 |               |
| Multo importante                                   | - Udgivet: 4. juni 2007 - Selskab: Zoobaba, Playground - Format: CD      | 1                 | - Guld        |
| Jøwt                                               | - Udgivet: 4. marts 2013 - Selskab: Zoobaba, Playground - Format: LP, CD | 1                 | - Platin      |
| Hudsult                                            | - Udgivet: 13. maj 2017 - Selskab: Zoobaba - Format: CD                  | 2                 |               |
| "*" markerer at informationen ikke er tilgængelig. |                                                                          |                   |               |

### Livealbum
| Titel | Album detaljer                                                     | Højeste placering | Certificering |
| Titel | Album detaljer                                                     | Danmark           | Certificering |
| --- | ------------------------------------------------------------------ | ----------------- | ------------- |
| Rygter fra randområderne – live                                                                                     | - Udgivet: 1994 - Selskab: CMC - Format: CD                        | *                 |               |
| Live 96 | - Udgivet: 1996 - Selskab: CMC - Format: CD                        | *                 |               |
| Solo live – vol. 1                                                                                                  | - Udgivet: 2002 - Selskab: RecArt - Format: CD                     | 7                 |               |
| Allan Olsen & Band – live vol. 1                                                                                    | - Udgivet: 10. november 2008 - Selskab: RecArt - Format: CD, DVD   | 9                 |               |
| Solo live – vol. 2                                                                                                  | - Udgivet: 2009 - Selskab: RecArt - Format: CD, DVD                | 12                |               |
| Allan Olsen Trio | - Udgivet: 2012 - Selskab: - Format: CD                            | —                 |               |
| D'damer & Allan Olsen live (med Annika Aakjær, Marie Bergman, Randi Laubek, Maria Timm, Dorthe Gerlach)             | - Udgivet: 2013 - Selskab: Zoobaba - Format: LP, CD, download      | 16                |               |
| Sange for rygere – live                                                                                             | - Udgivet: 2. marts 2015 - Selskab: Zoobaba - Format: LP, download | —                 |               |
| En aften i Det Kongelige Teater                                                                                     | - Udgivet: 1. september 2018 - Selskab: Zoobaba - Format: CD       | —                 |               |
| "*" markerer at informationen ikke er tilgængelig. "—" markerer en udgivelse der ikke opnåede en hitlisteplacering. |                                                                    |                   |               |

### Opsamlingsalbum
| Titel                                                            | Album detaljer                                    | Højeste placering | Certificering |
| Titel                                                            | Album detaljer                                    | Danmark           | Certificering |
| ---------------------------------------------------------------- | ------------------------------------------------- | ----------------- | ------------- |
| En gros                                                          | - Udgivet: 1998 - Selskab: CMC - Format: CD       | 10                | - Guld        |
| En helt ny film                                                  | - Udgivet: 2005 - Selskab: Universal - Format: CD | —                 |               |
| Lun luft over Danmark                                            | - Udgivet: 2006 - Selskab: Universal - Format: CD | —                 |               |
| Dejlige danske                                                   | - Udgivet: 2007 - Selskab: Universal - Format: CD | —                 |               |
| "—" markerer en udgivelse der ikke opnåede en hitlisteplacering. |                                                   |                   |               |

## Medvirkende
| Titel                                                           | Album detaljer                                                   | Noter |
| --------------------------------------------------------------- | ---------------------------------------------------------------- | --- |
| Livø tur/retur 07.00 (af Mystique Island Band)                  | - Udgivet: 1986 - Selskab: - Format: Kassettebånd                | - Medvirker på sangene "Uden om" og "Gullestrup Blues".                                                                                          |
| På danske læber - 16 Leonard Cohen-sange i danske fortolkninger | - Udgivet: 2004 - Selskab: Auditorium - Format: LP, CD, download | - Medvirker på sangen "Alexandra Tabt". |
| De største er de små - Sange til Anker                          | - Udgivet: 2007 - Selskab: ArtPeople - Format: CD, download      | - Medvirker på sangene "Jens Vejmand", "Shangri La", "En sømand har sin enegang", "Spurven sidder stum bag kvist" og "Skærsliberens forårssang". |